# 모붙임
마늘모붙임 또는 모붙임은 붙임의 한 종류이자 마늘모 행마로 상대의 돌에 붙이는 수법이다.